# 干隈
干隈（ほしぐま）は、福岡県福岡市城南区と早良区にまたがる地域。現行行政地名は干隈一丁目から六丁目（一〜二丁目が城南区、三〜六丁目が早良区)。
2017年7月31日現在の人口は城南区干隈が2,917人、早良区干隈が3,905人の合わせて6,822人。郵便番号は城南区干隈：814-0132、早良区干隈：814-0163。

## 概要
概ね住宅街である。地区内のほぼ中央を北東から南西に早良街道が貫き、早良街道を境に東が城南区、西が早良区と分かれている。また、地区内のほぼ中央を南北に油山川が流れる。

## 歴史

### 沿革
- 1889年（明治22年）4月1日 - 町村制の施行により、早良郡干隈村が周辺の村と合併し、早良郡田隈村となる。旧村名は田隈村の大字として残る。
- 1954年（昭和29年）10月1日 - 田隈村が福岡市に編入される。[2]
- 1972年（昭和47年）4月1日 - 福岡市が政令指定都市となる。干隈は西区の一部となる。
- 1977年（昭和52年） - 干隈一丁目に、大字干隈の一部を編入する。
- 1982年（昭和57年）
  - 5月10日 - 西区の3分割に伴い、干隈の東側は城南区、西側は早良区の一部となる。
  - 年内 - 以下の通り異動が実施された。
    - 干隈二丁目に、大字梅林・大字干隈・大字野芥の各一部を編入する。
    - 干隈三～六丁目に、大字干隈・大字西脇・大字野芥の各一部を編入する。

### 町域の変遷
| 住居表示実施後           | 実施年月日         | 住居表示実施前（各大字の一部） |
| ------------------------ | ------------------ | ------------------------------ |
| 干隈一丁目               | 1977年（昭和52年） | 大字干隈                       |
| 干隈二丁目               | 1982年（昭和57年） | 大字梅林・大字干隈・大字野芥   |
| 干隈三丁目から干隈六丁目 | 1982年（昭和57年） | 大字干隈・大字西脇・大字野芥   |

## 主な施設
- 1丁目（城南区） - 住宅および小規模な店舗・施設等のみ
- 2丁目（城南区）
  - 西南杜の湖畔公園（西南学院大学神学部キャンパス跡地）
  - 干隈中央公園
  - 城南郵便局
  - マックスバリュエクスプレス干隈店
- 3丁目（早良区）
  - 牟田病院
  - 日本福音ルーテル教会福岡西教会
- 4丁目（早良区） - 住宅および小規模な店舗・施設等のみ
- 5丁目（早良区）
  - 若杉保育園
  - セントメリー幼稚園
- 6丁目（早良区）
  - 竹の花公園

## 交通

### 道路
- 福岡外環状道路（早良区側の南端でわずかに接する）
- 早良街道（国道263号）
- 福岡市道清水干隈線（通称：福大通り。東へ進むと「大池通り」へ直結している）
- 福岡市道干隈次郎丸線

### 電車
地区内に鉄道は通っていない。福岡市地下鉄七隈線の梅林駅もしくは野芥駅が最寄駅である。

### バス
- 西鉄バス
  - 干隈・城南郵便局前・干隈一丁目・大坪